# Jean Coulomb
Jean Coulomb, né à Blida le 7 novembre 1904 et mort à Versailles le 26 février 1999, est un géophysicien français, membre de l'Académie des Sciences  de Paris.

## Biographie
Jean Coulomb entré, en 1923, à l'École Normale Supérieure rue d'Ulm, passe l'agrégation de mathématiques en 1926 et s'intéresse d'abord à l'algèbre quantique. Il est nommé assistant de Marcel Brillouin, professeur au Collège de France. Il soutient, en 1931, une thèse sur la génération des ondes sismiques de Rayleigh, où il généralise les fonctions de Bessel. En 1932, il est nommé physicien-adjoint à l’Observatoire de Physique du Globe du Puy-de-Dôme. Il y effectue des mesures de l'électricité atmosphérique et du champ magnétique, dont il étudie les variations. Avec G.Grenet, directeur de l'Observatoire, il développe la théorie des sismographes électromécaniques qui est restée fondamentale jusqu'à l'arrivée des amplificateurs électroniques. En 1937, il est nommé directeur de l'Institut de météorologie et de physique du globe d'Algérie.
À la création du Conseil supérieur de la recherche scientifique en 1933, sous l'impulsion de Jean Perrin, il est appelé dans un collège Jeunes avec d'autres figures montantes dans leur domaine comme André Weil et Pierre Auger.
D'avril 1935 à 1937, il est membre du groupe Bourbaki.
Il est professeur à la faculté des sciences de Paris, de 1941 à 1972, et directeur de l’Institut de physique du globe de Paris de 1941 à 1959.
En 1956, Jean Coulomb est nommé directeur adjoint du CNRS, puis, après le départ de Gaston Dupouy en 1957, directeur général, poste qu'il occupe jusqu'en 1962. Il place sa direction sous le signe de la liberté et affirme préférer « l’excès de liberté » à « l’excès d’organisation »,.
Il succède à Pierre Auger à la présidence du CNES de 1962 à 1967. Les deux années suivantes, il est président du Bureau des longitudes.
Il est président de la Société astronomique de France de 1958 à 1960. De 1967 à 1971, il préside l'Union géodésique et géophysique internationale. De 1972 à 1974, il est président du Conseil international des unions scientifiques.
Il est élu le 7 novembre 1960 à l'Académie des sciences, qu'il présidera de 1976 à 1977.

## Travaux
Ses travaux portent sur la sismologie (théorie des ondes superficielles), sur le géomagnétisme,, sur la météorologie (électricité atmosphérique, physique des nuages).

## Distinctions
- Grand-croix de la Légion d'honneur ; il se fit remettre la distinction par Hubert Curien, alors ministre de la recherche, qui lui avait succédé comme directeur général du CNRS, puis  à la présidence du CNES[14]
- Grand-croix de l'ordre national du Mérite
- Commandeur de l'ordre des Palmes académiques (1957)[15]
- Officier de l'ordre du Mérite saharien (1960)[16]
- Prix Charles-Lagrange 1956
- Prix Jules-Janssen (1961) de la Société astronomique de France (SAF)